# Non-actief
Non-actief (op non-actief gesteld worden) is een fase waarin men een bepaalde functie, vaak zonder er zelf voor gekozen te hebben, tijdelijk niet kan vervullen. 
In de arbeidswereld wordt deze term vaak gebruikt bij een persoon die op papier nog wel in dienst is bij een bedrijf, maar feitelijk de werkzaamheden voor onbepaalde tijd niet verricht. Dit in tegenstelling tot ontslag, waarin het contract wordt ontbonden en men geen deel meer uitmaakt van het werkende personeel.
Over het algemeen wordt iemand op non-actief gesteld als er sprake is van (vermeende) misdrijven of gedrag dat niet getolereerd wordt. In de periode voorafgaand aan strafrechtelijke of disciplinaire maatregelen wordt een persoon dan op non-actief gezet.